# Lon Kruger
Lon Kruger (Silver Lake, Kansas, 19 de agosto de 1952) es un entrenador de baloncesto estadounidense de la NBA y de la NCAA.

## Trayectoria
- Universidad de Pittsburgh (1976-1977), (Asist.)
- Universidad de Kansas State (1977-1982), (Asist.)
- Universidad de Texas–Pan American (1982-1986)
- Universidad de Kansas State (1986-1990)
- Universidad de Florida (1990-1996)
- Estados Unidos  (1995)
- Universidad de Illinois en Urbana-Champaign (1996-2000)
- Atlanta Hawks (2000-2002)
- New York Knicks  (2001-2002), (Asist.)
- Universidad de Nevada-Las Vegas (2004-2011)
- Universidad de Oklahoma (2011-)